# Federico Sirigu

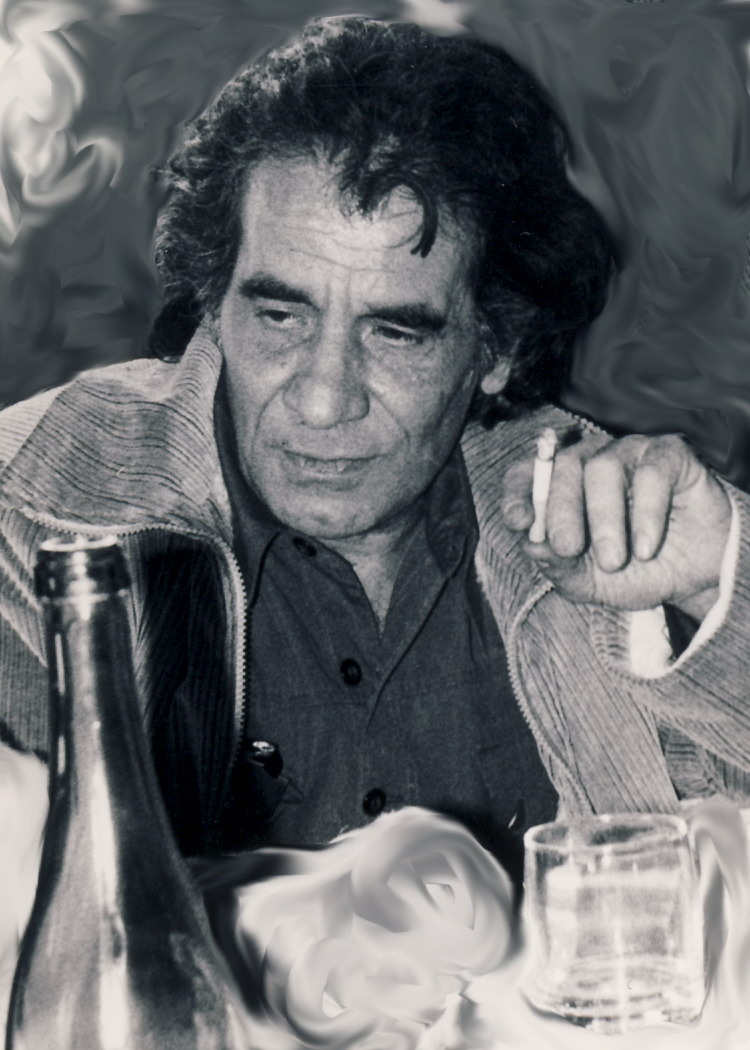
Federico Sirigu nel 1981

(Piero Ciampi, "Ha tutte le carte in regola")
Federico Sirigu (Cagliari, 17 novembre 1925 – Genova, 25 giugno 1999) è stato un pittore italiano.

## Biografia

### La famiglia
Francisco D'Intremontes, all'anagrafe Federico Sirigu, fu terzogenito di quindici fratelli. Il padre Federico Giuseppe fu maresciallo di Pubblica Sicurezza, già reduce della prima guerra mondiale dove combatté nella Brigata Sassari e per questo fu decorato cavaliere di Vittorio Veneto. La madre Elena Bellandi fu casalinga, di nobili origini toscane. Durante gli anni dell'infanzia la famiglia sempre più numerosa si spostò seguendo le diverse assegnazioni del padre, fra Padova, Nuoro, Cagliari, Imperia e finalmente Genova dove si stabilì definitivamente nel 1940. Fortunatamente, la guerra non ebbe alcuna conseguenza sulla famiglia Sirigu. Il giovane Federico, come gli altri fratelli maggiori, trovò negli anni del dopoguerra terreno fertile per la propria fantasia e intraprese ben presto la carriera artistica.

### Gli amici

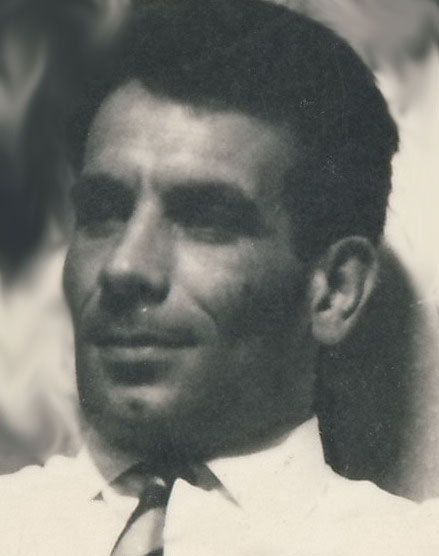
Federico Sirigu nel 1960

Visse un'esistenza libera e nomade, lavorando per vivere: dotato di uno straordinario senso commerciale, usava le sue opere come merce di scambio, riuscendo a procurarsi ogni cosa senza bisogno di toccare denaro. Si vantava di non pagare il conto di alberghi e ristoranti, eseguendo in cambio il ritratto del malcapitato direttore o proprietario su un tovagliolo o sul retro del conto. Ciò nonostante, o forse proprio per il suo straordinario lato eccentrico, era da molti rispettato e conosciuto come Il Maestro, ma gli amici lo chiamavano affettuosamente Francisco. Probabilmente il più fraterno dei suoi amici fu il cantante Piero Ciampi, conosciuto nel 1957 a Genova. Piero Ciampi il suo nome lo scriveva addirittura con la “Z”,  Franzisco, una specie di sigillo spadaccino e quando a lui si rivolgeva per una richiesta o proposta particolare bissava il richiamo: "Franzisco… Franzischinoooo…".

### Il nome
Forse suggestionato da lontane origini nobiliari (era bis-nipote della contessina Agata Rovini di Pistoia, diseredata in seguito al matrimonio con uno dei propri butteri), ma più probabilmente durante una delle inarrestabili bevute con gli amici, coniò per se stesso lo pseudonimo Francisco D'Intremontes. Il termine d'intremontes è parola sarda, con questo nome venivano identificati gli appartenenti alla civiltà nuragica dei Pelliti, stanziali delle zone attorno a Orroli, città natale del padre di Federico.
Lo stesso cognome d'arte fu usato anche dal fratello primogenito Antonio (Tom) Sirigu D'Intremontes, giornalista e autore di un saggio su Luigi Pirandello. La showgirl genovese Angela Cavagna è figlia di Maria Josè Sirigu, una delle sorelle di Federico.
Nel 1944 un Francesco Sirigu D'Intremontes era accreditato fra i redattori del settimanale genovese "Che l'inse"  ma si è poi chiarito che si trattava
del fratello giornalista Antonio. 
Non si sposò mai, ma ebbe un figlio. È sepolto al Cimitero di Staglieno a Genova.

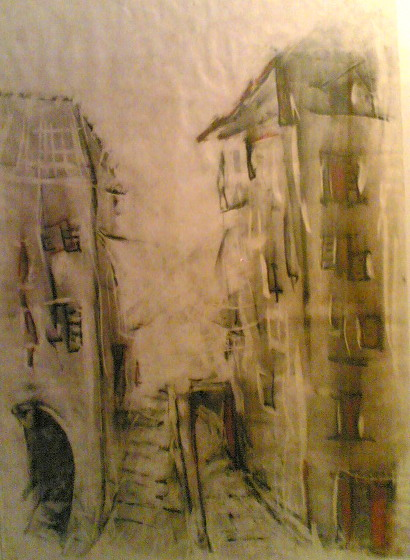
Scorcio di Bussana Vecchia, carboncino. Collezione privata

## L'opera
Pittore ma anche scultore, sperimentava sempre nuove idee e anche grazie a finanziamenti statali fondò scuole e laboratori d'arte a Milano, Roma, Genova, Livorno e Bussana Vecchia, il famoso villaggio di artisti vicino a Imperia. Visse il suo tempo senza preoccuparsi di lasciare eredità artistiche ai posteri. Rese nobile la tecnica del carboncino, fino ad allora tipica di caricaturisti e artisti di strada, impiegandola nel paesaggio e nel ritratto. Per quest'ultimo possedeva un talento davvero unico: non riproduceva i propri soggetti come apparivano, ma aveva il dono di prevederne la fisionomia a venire, come una immagine proveniente dal futuro.

## Eventi
Il 25 febbraio 2006 si è svolto a Livorno il Francisco Festival, manifestazione celebrativa dell'amicizia tra Federico e il cantante Piero Ciampi. A Franzisco il cantante livornese aveva dedicato la canzone Ha tutte le carte in regola.